# Comté d'Aversa
Le comté d'Aversa fut la première possession normande en Italie du sud. Il s'est constitué autour de l'actuelle ville d'Aversa (dans la province de Caserte, en Campanie), un petit village devenu une petite capitale, d'où partit la conquête normande de l'Italie méridionale.

## Histoire
Le comté d'Aversa a été officiellement fondé en 1029 par Rainulf Ier d'Aversa, appartenant à la famille Quarrel-Drengot, l'une des familles normandes les plus puissantes d'Italie du Sud, qui en est devenu le premier comte, investi une première fois par Serge IV, duc de Naples et ensuite de par l'empereur Conrad II.
Entre 1029 et 1157, douze comtes se succédèrent à la tête du comté. Le plus important d'entre eux fut sans doute Richard Ier d'Aversa - le seul capable de tenir tête à Robert Guiscard - qui régna de 1049 à 1078. C'est lui qui, avec Onfroi de Hauteville mena les troupes normandes à la bataille de Civitate (1053), où les Normands furent victorieux des forces pontificales alliées au Saint-Empire romain germanique et aux Byzantins d’Italie. En 1058, il prend Capoue, siège d’une petite principauté lombarde, contrôle le duché byzantin de Gaète et son pouvoir est officiellement reconnu par la papauté en 1059 au concile de Melfi.

## Sources
- (it) Cet article est partiellement ou en totalité issu de l’article de Wikipédia en italien intitulé « Contea di Aversa » (voir la liste des auteurs).